# Штоклянд Марк
Марк Ісакович Штоклянд (псевдонім — Марк Гай, рос. Марк Исаевич Гай) — діяч ВЧК-ОГПУ- НКВД СРСР, начальник Особливого відділу ОДПУ СРСР. Комісар державної безпеки 2-го рангу (26.11.1935). Член ВКП(б) з березня 1919 р.

## Біографія
Народився 30.12.1898 у місті Вінниці в родині шапочника, єврей. Закінчив: 4-класне вище початкове училище, київську гімназію № 8, київське художнє училище (1916). З серпня 1915 р. до вересня 1917 р. давав приватні уроки в Києві. У 1918 р. закінчив два курси юридичного факультету Київського університету.
З жовтня 1917 — червоногвардієць у Вінниці та Києві. З лютого 1918 — підпільник у Києві. З жовтня 1918 р. — рядовий Таращанського полку. З березня 1919 р. — уповноважений наркому з постачання РСЧА на Південному фронті. З серпня 1919 р. — комендант полку, польовий комендант штабів груп РСЧА, начальник пересування військ, комендант Херсона. У 1919—1920 рр. — політкерівник комендантської роти та військком 84-го окремого батальйону 24-ї стрілецької бригади Південно-Західного фронту. У 1920 р. — військком та начальник ПВ (політвідділу) 36-ї бригади 12-ї дивізії, заступник начальника ПВ 12-ї залізничної дивізії, начальник ПВ 59-ї дивізії РСЧА. З травня 1920 р. — начальник ПВ 59-ї дивізії ВЧК. У 1921 р. — заступник начальника та начальник ПВ військ охорони та оборони залізниць України та Криму, помічник начальника та начальник «посекра» військ ВЧК України та Криму. З 1922 — заступник начальника «посекра» військ ГПУ Криму. З 10.05.1922 — начальник організаційноінспекторської частини «Пореспа» військ ГПУ у Москві. З 09.09.1922 — заступник начальника агітаційнопропагандистської частини «Пореспа» військ ГПУ у Москві. З 01.11.1922 — помічник начальника Пореспа військ ГПУ у Москві. З 16.10.1923 — старший інспектор з політроботи головної інспекції військ ОГПУ СРСР. З 01.03.1924 — помічник начальника по політчастині головного інспектора військ ОДПУ СРСР. З 29.10.1924 — навчався на курсах удосконалення вищого комскладу при Військовій академії РСЧА. З 22.08.1925 — начальник ПВ окремої дивізії особливого призначення (ОДОП). З 01.1927 — тимчасовий виконувач обов'язки командира військкома ОДОП. З 10.02.1927 — у резерві призначень ОДПУ СРСР. З 12.05.1927 — помічник начальника 4-го відділення ЕКУ ОДПУ СРСР. З 01.12.1927 — начальник 8-го відділення ЕКУ ОДПУ СРСР. З 11.02.1929 — начальник 9-го відділення ЕКУ ОДПУ СРСР. З 16.07.1930 — помічник начальника ЕКУ ОДПУ СРСР. З 01.04.1931 — начальник 1-го відділення та помічник начальника ЕКУ ОДПУ СРСР. З 30.08.1931 — заступник начальника ЕКУ ОДПУ СРСР. З 05.12.1932 — заступник начальника ОВ ОДПУ СРСР. З 01.06.1933 — начальник ОВ ОДПУ СРСР. З 10.07.1934 — начальник ОВ ГУДБ НКВС СРСР. З 28.11.1936 — начальник УНКВС Східносибірського краю. 01.04.1937 — усунутий з посади.
Заарештований 04.04.1937. Засуджений на смерть 20.06.1937. Розстріляний 20.06.1937. Не реабілітований.